# Ratpenat de ferradura llanós de Selangor
El ratpenat de ferradura llanós de Selangor (Rhinolophus luctoides) és una espècie de ratpenat de la família dels rinolòfids. És endèmic dels altiplans centrals de la Malàisia peninsular, on viu a altituds d'entre 600 i 1.400 msnm. És un ratpenat de mida mitjana, amb avantbraços de 58–64 mm. S'alimenta d'insectes. Com que fou descoberta fa poc, encara no se n'ha avaluat l'estat de conservació.